# 黒田クロ
黒田 クロ（くろだ クロ、本名：黒田 悟、1947年 - ）は、日本の漫画家。イラストレーター。徳島県出身。徳島県立徳島東工業高等学校（現在の徳島県立徳島科学技術高等学校）卒業。

## 経歴
徳島東工業高校を卒業後、大阪のメーカー会社に勤務。その後、大阪の河原デザインスクールに入学。後に黒田クロとして漫画家デビューする。1978年に松下幸之助商学院講師に就任。
株式会社「クロデザインスタジオ」を設立し、PHP研究所発行のイラスト作成で活躍する。企業や教育委員会などで販売促進や地域振興の講演を全国で行っている。

## 著書
- 『自分から』（2000年、プラザ）
- 『自分から2』（2001年、プラザ）
- 『心と体をイキイキさせたい人へ』（2004年、矢伏真理、青心社）
- 『心がイキイキする60秒言葉のセラピー』（2007年、コスモトゥーワン）
- 『一瞬で心をつかむ』（2007年、阿部博行、コスモトゥーワン）
- 『3秒で心に火をつける魔法の言葉』（2009年、コスモトゥーワン）
- 『事故・災害をなくす心がまえ68―「あいうえおカルタ」で学ぶ ヒューマンエラーを防ぐ知恵と対策』（2011年、コスモトゥーワン）
- 『人生お一人様一回限り』（2014年、PHP研究所）
- 『思いやりの心が育つ 母、いのちの言の葉』（2015年、高木書房）
- 『(日めくり)人生お一人様一回限り「いつだってこれから」』（2020年、PHP研究所）